# Artur Ribeiro
Artur Ribeiro (Porto, 5 de agosto de 1923 – Lisboa, 14 de abril de 1988) foi um cantor e compositor português.

## Biografia
Nascido na cidade do Porto, no dia 5 de Agosto de 1923, Artur Ribeiro mudou-se juntamente com a sua família para Lisboa em 1940. 
Estreou-se profissionalmente ao lado de Amália Rodrigues em 1944, num espetáculo da Esplanada da Voz do Operário, tendo gravado os seus primeiros discos em 1953. 
Como compositor, escreveu vários êxitos da música ligeira portuguesa, como "Rosinha dos Limões", "Maria da Graça", "Adeus Mouraria", "Pauliteiros do Douro", "Nem às Paredes Confesso" e "A Fonte das Sete Bicas", tendo ganho o seu primeiro prémio como compositor com "Canção da Beira" em 1949. Em 1965, Artur Ribeiro contabilizava já 300 canções e 700 letras de sua autoria, feitas para si e para outros, tais como Max, António Calvário, Rui de Mascarenhas, Madalena Iglésias, Júlia Barroso, Tristão da Silva, Simone de Oliveira e Maria José Valério.
Artur Ribeiro passou também pela televisão a partir de 1957, e em 1963 escreveu juntamente com Fernando Farinha a música do filme O Miúdo da Bica, onde participou igualmente como ator.
Faleceu em Lisboa, no dia 14 de Abril de 1988. 

## Reconhecimento
Escreveu a letra de Nem às paredes confesso, musicada por Ferrer Trindade e Max, uma das 150 canções coligidas por João Calixto, na antologia As Palavras das Canções que contou com o apoio da Sociedade Portuguesa de Autores. 